# Wał Schleinzera

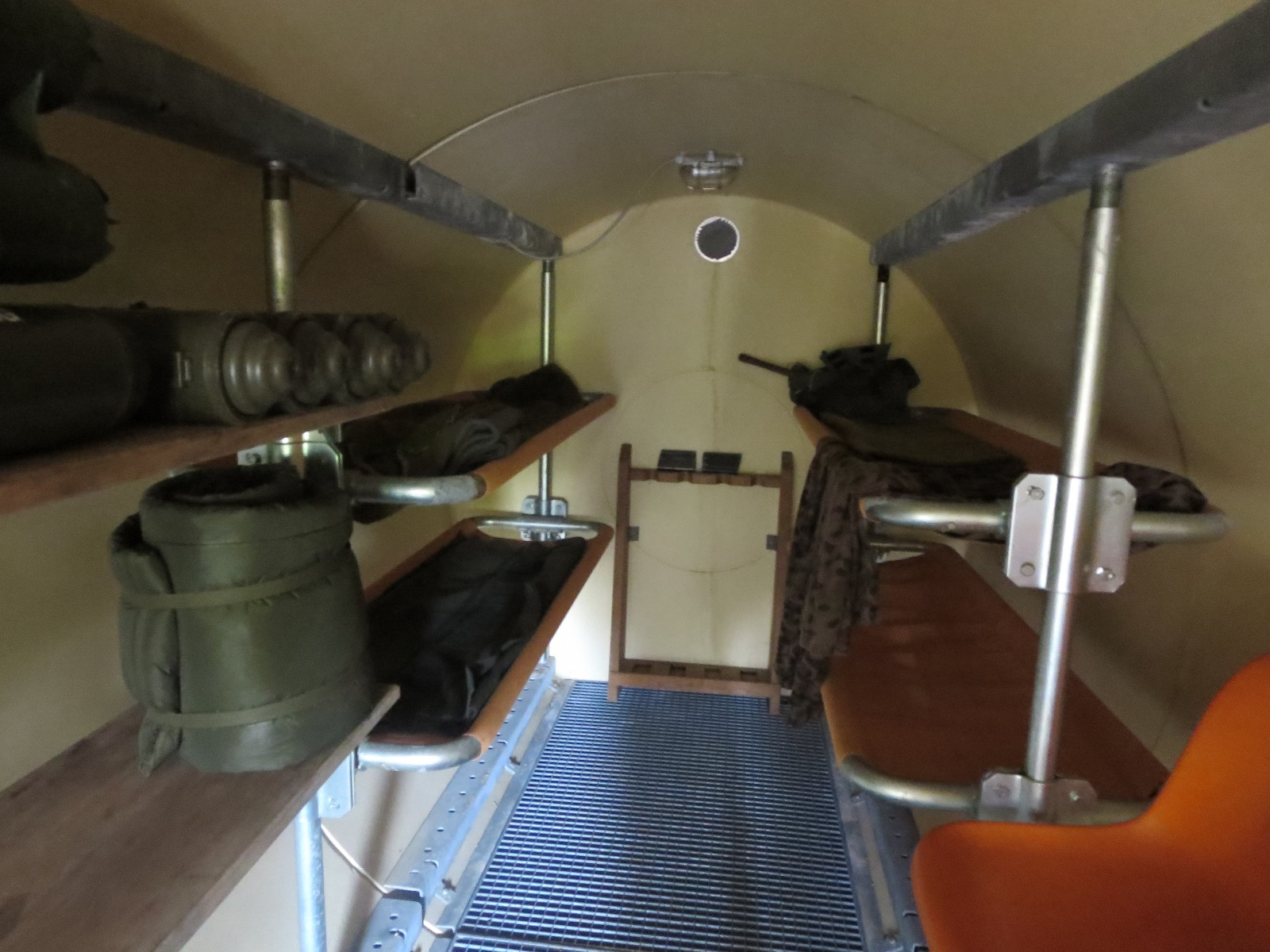
pomieszczenie załogi/ekspozycja muzealna

Wał Schleinzera (Bunkeranlage Ungerberg) – linia fortyfikacji zbudowana w Austrii w latach 1960-1963. Rozproszone w terenie schrony bojowe oraz system zapór miały ułatwić obronę przed atakiem armii Układu Warszawskiego. Nazwa upamiętnia Karla Schleinzera, ówczesnego Ministra Obrony. 
Po zakończeniu zimnej wojny fortyfikacje utraciły znaczenie i stały się częścią Heeresgeschichtliches Museum.